# Token không thể thay thế
Non-fungible token (tạm dịch: token không thể thay thế, viết tắt: NFT) là một đơn vị dữ liệu trên sổ cái kỹ thuật số được gọi là blockchain. Trong đó, mỗi NFT có thể đại diện cho một tập tin độc nhất vô nhị và vì vậy, chúng không thể hoán đổi cho nhau. NFT có thể tồn tại dưới nhiều dạng tệp kỹ thuật số như tác phẩm nghệ thuật, âm thanh, video, món đồ trong trò chơi điện tử và các tác phẩm sáng tạo khác. Mặc dù về lý thuyết, các tệp kỹ thuật số có thể tái tạo vô hạn nhưng NFT đại diện cho chúng được lưu lại trên các blockchain mà chúng thuộc về. Chúng được xem như chứng chỉ xác thực quyền sở hữu đối với một sản phẩm nào đó. Các blockchain như Ethereum và Flow đều có những tiêu chuẩn token (mã thông báo) riêng để xác định việc sử dụng NFT.
NFT chủ yếu vận hành trên blockchain proof-of-work. Blockchain dạng này sẽ sử dụng năng lượng kém hiệu quả hơn so với blockchain proof-of-stake. Chính vì điều này mà NFT bị chỉ trích vì mức độ xả thải cacbon trong mỗi lần giao dịch.
Thị trường NFT đã tăng trưởng 300% năm 2020, đạt hơn 250 triệu đô. Tới quý đầu năm 2021, doanh số NFT đã vượt 2 tỉ đô.

## Định nghĩa
Non-fungible token (NFT) là một đơn vị dữ liệu được lưu trữ trên blockchain (sổ cái kỹ thuật số). Chúng có thể được xem như đại diện cho một mặt hàng kỹ thuật số độc nhất, chẳng hạn như tác phẩm nghệ thuật. Nhìn từ góc độ khác, NFT còn là một token dạng mật mã. Tuy nhiên, khác với những loại tiền mã hóa như bitcoin, và nhiều mạng lưới, cũng như token tiện ích, thì NFT không thể hoán đổi cho nhau, hay nói cách khác là fungible. Một NFT được tạo ra bằng cách tải một tệp lên thị trường đấu giá NFT. Những thị trường đấu giá ấy có thể là KnownOrigin, Rarible hoặc OpenSea. Việc này sẽ tạo ra bản sao của một tệp được lưu lại trên sổ cái kỹ thuật số dưới dạng NFT. Người có nhu cầu có thể mua NFT bằng tiền mã hóa, sau này vẫn có thể bán lại. Nghệ sĩ sáng tạo ra tác phẩm có thể bán nó dưới dạng NFT mà vẫn giữ được bản quyền, đồng thời tạo ra nhiều NFT trên cùng 1 tác phẩm. Người mua NFT không có quyền truy cập độc quyền vào tác phẩm, cũng như không có quyền sở hữu đối với tệp kỹ thuật số "gốc". Người tải lên một tác phẩm nào đó dưới dạng NFT không nhất thiết phải chứng minh rằng mình là nghệ sĩ gốc. Có nhiều trường hợp tác phẩm được mang ra đấu giá NFT mà không cần có cho phép của người sáng tạo gốc.

## Sử dụng
NFT có thể sử dụng để tạo ra sự khan hiếm nhân tạo (artificial scarcity) của các tác phẩm kỹ thuật số bằng cách tạo ra một NFT duy nhất với một chữ ký số độc nhất. NFT của tác phẩm nghệ thuật cũng vì thế có nét tương đồng với món đồ có chữ ký người nổi tiếng. Danh tính và quyền sở hữu duy nhất của một NFT có thể xác minh thông qua sổ cái blockchain. NFT có siêu dữ liệu được xử lý thông qua một hàm băm mật mã.

### Tranh vẽ kỹ thuật số
Tranh vẽ kỹ thuật số là ví dụ ban đầu về NFT, vì công nghệ của blockchain có khả năng đảm bảo NFT có chữ ký và quyền sở hữu độc nhất. Tác phẩm kỹ thuật số Everydays: The First 5000 Days của Beeple được bán với giá 69,3 triệu đô la Mỹ vào năm 2021, tạo nên tiếng tăm trong làng đấu giá cho nhà đấu giá Christie’s.

### Bộ sưu tập
NFT có thể đại diện cho các bộ sưu tập, chẳng hạn như sưu tầm thẻ bài nhưng ở định dạng kỹ thuật số. Vào tháng 2 năm 2021, một thẻ Lebron James slam dunk NFT trên nền tảng NBA Top Shot được bán với giá 208.000 đô la Mỹ.

### Trò chơi
NFT cũng có thể được sử dụng để đại diện cho nội dung trong trò chơi được kiểm soát bởi người dùng thay vì nhà phát triển trò chơi. NFT cho phép tài sản được giao dịch trên thị trường của bên thứ ba mà không cần sự cho phép của nhà phát triển trò chơi.

## Tiêu chuẩn trong các blockchain
Tiêu chuẩn cụ thể của token được tạo ra để hỗ trợ người chơi blockchain. Chúng bao gồm tiêu chuẩn Ethereum ERC-721 của CryptoKitties và gần đây hơn là tiêu chuẩn ERC-1155. Các tiêu chuẩn token cũng tồn tại trên các blockchain khác hỗ trợ NFT như Bitcoin Cash và Flow.